# Апофтегма
Апофтегма (от гръцки език apóphthegma) е кратко и стегнато остроумно нравоучително изречение; сентенция, афоризъм, максима. Съдържанието му често е извлечено от личния опит на автора.
Като жанр на дидактическата литература се установява в древността благодарение на няколко сборници с такива мисли: „Apophthegmata Laconica“ на Плутарх, Ликостен и Катон Стари, „Apophthegmata Patrum“ с апофтегми на християнски мъдреци, както и средновековният „Apophthegmatum Opus“ на Еразъм Ротердамски (1531 година).
На български език жанрът е развит основно от Стоян Михайловски.